# Aeros Aromatic Atomica Suite
Aeros Aromatic Atomica Suite från 1976 är ett musikalbum av Lars Gullin med Bernt Rosengren och Radiojazzgruppen.

## Låtlista
Alla musik är skriven av Lars Gullin.
1. Aeros Aromatic Atomica Suite, part 1: The Aching Heart of an Oak – 20:38
2. Aeros Aromatic Atomica Suite, part 2: Toka Voka Oka Boka – 2:19
3. Aeros Aromatic Atomica Suite, part 3: Pretty Miss – 10:28
4. S.H.T. – 7:15
5. Tema från ’Kvarteret Oron’ – 2:00

Spår 1–3 spelades in 25 februari 1976 på Sveriges Radio, Stockholm och 26 februari 1976 på Estrad, Södertälje
Spår 4 spelades in 16 mars 1972 på Sveriges Radio, Stockholm
Spår 5 spelades in 7 november 1973 på Sveriges Radio, Stockholm

## Medverkande
- Lars Gullin – barytonsax (spår 1–4), piano (spår 2, 5)
- Bernt Rosengren – tenorsax (spår 1–4)
- Bertil Lövgren – trumpet (spår 1–4)
- Leif Halldén – trumpet (spår 1–3)
- Jan Allan – trumpet (spår 1–4)
- Maffy Falay – trumpet (spår 4)
- Håkan Nyqvist – trumpet, valthorn (spår 1–3)
- Bertil Strandberg – trombon (spår 1–3)
- Sven Larsson – bastrombon, tuba (spår 1–4)
- Arne Domnérus – klarinett, altsax (spår 1–4)
- Claes Rosendahl – piccolaflöjt, flöjt, tenorsax (spår 1–4)
- Lennart Åberg – flöjt, sopransax, tenorsax (spår 1–4)
- Erik Nilsson – flöjt, basklarinett, barytonsax (spår 1–4)
- Bengt Hallberg – piano (spår 1–4)
- Rune Gustafsson – elgitarr (spår 1–4)
- Stefan Brolund – elbas (spår 1–3)
- Georg Riedel – kontrabas (spår 1–4)
- Egil Johansen – trummor (spår 1–4)